# Johannes Heil (Produzent)

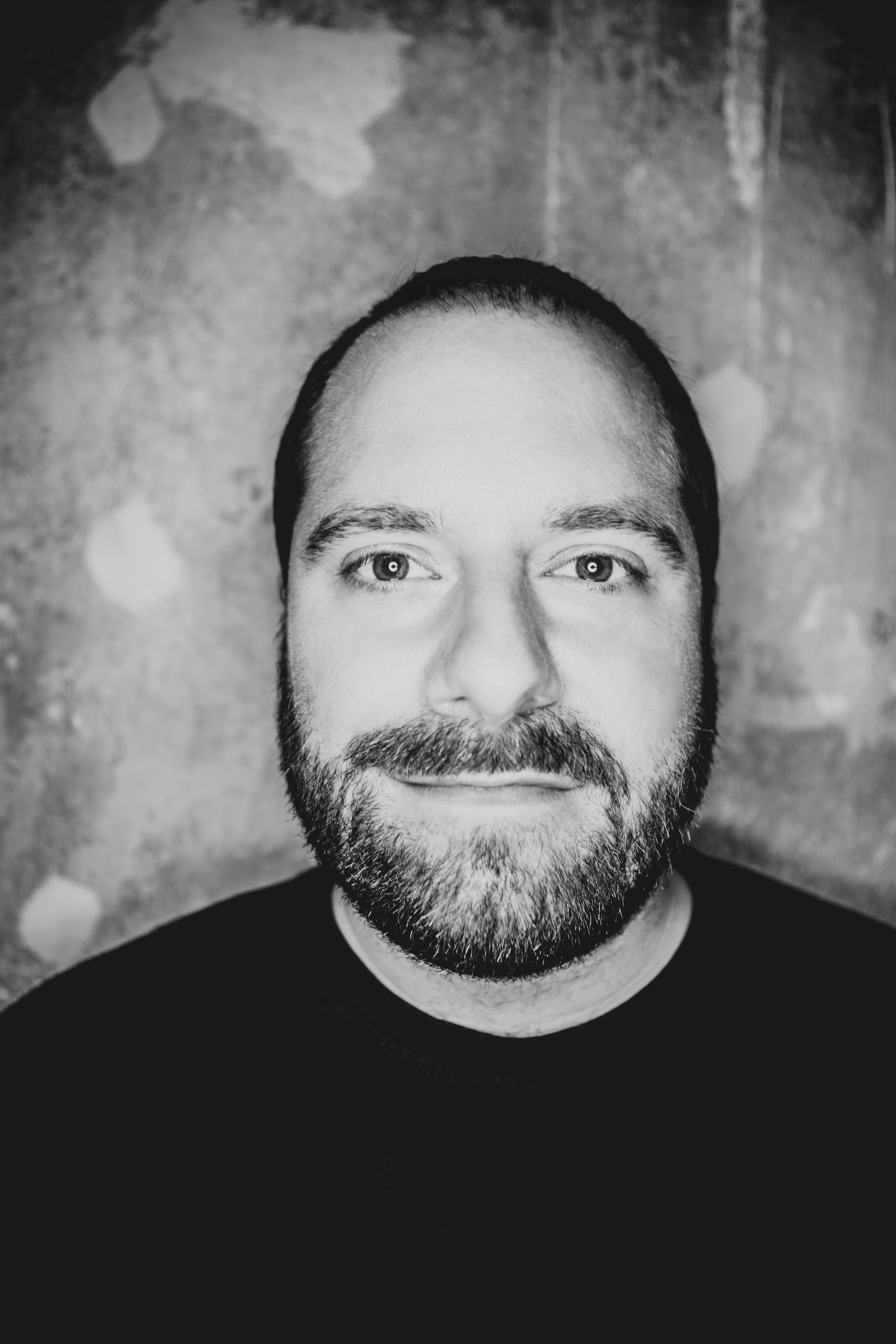
Johannes Heil

Johannes Heil (* 3. Februar 1978 bei Bad Homburg) ist ein deutscher Produzent und Live-Act im Bereich der elektronischen Musik.

## Biografie
Seine musikalische Karriere begann im Bad Nauheimer Technobistro „Kanzleramt“, welches zu jener Zeit Heiko Laux gehörte. Er veröffentlichte seit 1995 auf diesem Label verschiedene Produktionen, unter anderem seine Debütsingle „Die Offenbarung“. Mit Heiko Laux arbeitete er anfangs unter dem Pseudonym Item One und veröffentlichte ebenfalls auf Kanzleramt Records einige LPs. Weitere 12" folgten auf Labels wie Uturn, Creation Rebel, Kobayashi und Fieber. Kommerziell erfolgreich (im Sinne von Musikvideos auf den unterschiedlichen Musikkanälen) wurde Heil zuletzt mit der Singleauskopplung „Dein Schweiß“ aus Sven Väths Album „Contact“.
Dank einiger Produktionen mit „DJ Slip“ hat er auch in den USA eine gewisse Reichweite erzielt.
Mit den Tracks wie „Paranoid Dancer“, „Djunglebook“, „i love to beat you, ’cause i hate you“ des Albums „Reality to MIDI“ schaffte er den Sprung zu einem der erfolgreicheren deutschen Produzenten. Ersteres erhielt 2002 sogar eine Neuauflage mit zahlreichen Remixen (unter anderem von DJ Hell). Das Album Feiern von 2001 enthält bis dato nur auf Vinyl erhältliche Tracks, die nun auf CD veröffentlicht wurden (Label Kanzleramt). Das Album „The World“ erschien 2004 auf Anthony Rothers Label „Datapunk“.
Johannes Heil wohnt in Ober-Mörlen in der Nähe von Frankfurt am Main.

## Diskographie
- 1998: Reality to MIDI
- 1999: Illuminate The Planet
- 2000: Future Primitive
- 2001: Feiern
- 2002: Heilstyle
- 2003: 20.000 Leagues Under The Skin
- 2004: The World
- 2006: Freaks R US
- 2010: Loving
- 2015: The Black Light
- 2017: Gospel